# Simpang Pining
Simpang Pining is een bestuurslaag in het regentschap Mandailing Natal van de provincie Noord-Sumatra, Indonesië. Simpang Pining telt 141 inwoners (volkstelling 2010).